# Pleitas
Pleitas ist ein nordspanischer Ort und eine Gemeinde (municipio) mit 30 Einwohnern (Stand: 2024) in der Provinz Saragossa in der Autonomen Gemeinschaft Aragonien.

## Lage und Klima
Pleitas liegt am Fluss Río Jalón etwa 33 Kilometer (Fahrtstrecke) westnordwestlich der Stadt Saragossa in einer Höhe von ca. 260 m.
Das Klima ist gemäßigt bis warm; Regen (ca. 399 mm/Jahr) fällt mit Ausnahme der Sommermonate übers Jahr verteilt.

## Bevölkerungsentwicklung
| Jahr      | 1857 | 1981 | 1991 | 2001 | 2011 | 2021 |
| Einwohner | 110  | 83   | 81   | 58   | 53   | 33   |

Die Mechanisierung der Landwirtschaft, die Aufgabe bäuerlicher Kleinbetriebe und der damit verbundene Verlust von Arbeitsplätzen führten in der zweiten Hälfte des 20. Jahrhunderts zu einem Rückgang der Bevölkerungszahl (Landflucht).

## Sehenswürdigkeiten
- Johannes-der-Täufer-Kirche (Iglesia de San Juan Bautista)
- Turm der Grafen von Bureta

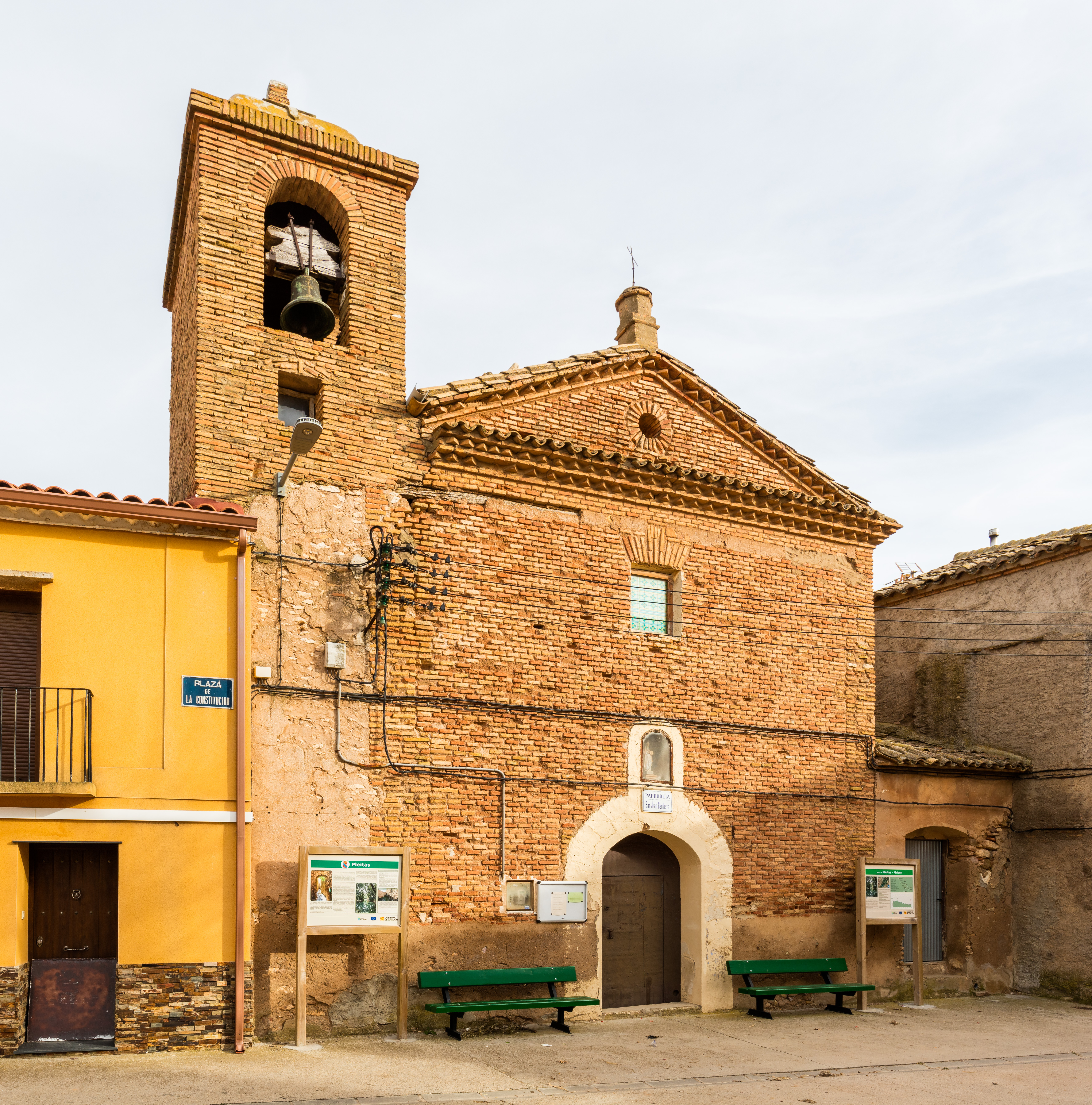
Johannes-der-Täufer-Kirche
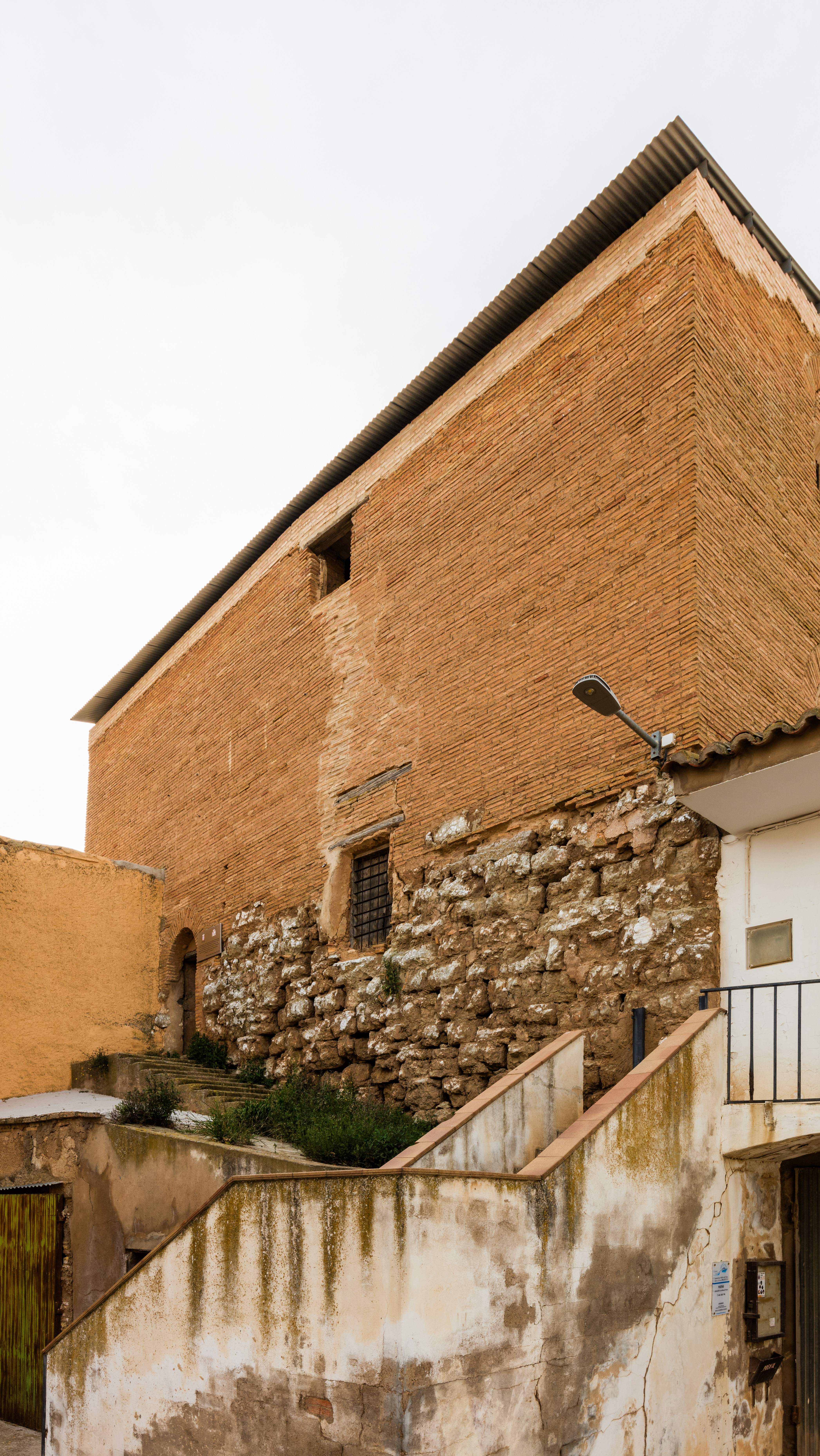
Turm der Grafen von Bureta